# Jamie Kennedy
James "Jamie" Harvey Kennedy (Upper Darby Township, 25 de maio de 1970) é um comediante, ator,  rapper, dublador e apresentador estadunidense. Ele ganhou destaque no fim da década de 90 ao interpretar Randy Meeks na franquia Pânico.
Kennedy também apresentou e interpretou diversos personagens no programa The Jamie Kennedy Experiment, entre 2002 e 2004 na The WB, do qual também foi o criador e produtor executivo.

## Carreira
Quando Kennedy chegou em Los Angeles, ele se tornou um profissional de Hollywood, atuando em algumas produções como figurante, enquanto também trabalhava com imitação de vozes. Durante sua primeira noite em Los Angeles, ele estava lendo uma autobiografia de Joan Rivers em uma lanchonete quando o garçom lhe explicou que ele estivera em uma dúzia de filmes como figurante. Kennedy perguntou: "Se você já esteve em tantos filmes, por que você é garçom?" O garçom respondeu: "Tenho que manter meu emprego diário". [carece de fontes?]
Depois de alguns anos de luta, Kennedy não conseguiu encontrar um agente e trabalhou como anfitrião na Red Lobster. Ele fez o teste para mais de 80 comerciais e não conseguiu reservar um. Em seguida, ele aceitou um emprego como operador de telemarketing e descobriu que tinha talento para vender coisas. Kennedy então pensou que, se pudesse vender alguma coisa, "por que não me vender?", Tornando-se seu próprio agente. Kennedy criou um falso pseudônimo, agente  "Marty Power", para atrair a atenção de verdadeiros agentes e gerentes por telefone, que mais tarde registrariam suas performances.[carece de fontes?]
Sua primeira aparição nas telas foi no filme Sociedade dos Poetas Mortos mas seu nome não foi creditado no filme. Depois disso, ele participou do filme Romeu e Julieta, de 1996, ao lado de Leonardo DiCaprio e Claire Danes.
Mas foi no final dos anos 90 que ganhou notoriedade ao interpretar o atendente de vídeo locadora Randy Meeks na franquia de sucesso de Wes Craven, Pânico.
Seus créditos no cinema incluem trabalhos como Melhor é Impossível, ao lado de Jack Nicholson e Helen Hunt, Três Reis, junto com George Clooney, e Os Picaretas com Steve Martin e Eddie Murphy.
Como o sucesso do The Jamie Kennedy Experiment, novas oportunidades surgiram em sua carreira. Ele estrelou o filme Malibu's Most Wanted interpretando o rapper Brand Gluckman, personagem criado originalmente para o programa The Jamie Kennedy Experiment. Em 2005, ele também estrelou o filme O Filho do Máskara interpretando o cartunista Tim Avery. Por seu papel, Kennedy foi indicado para um Framboesa de Ouro de pior ator.
Enquanto trabalhava em seu filme Malibu's Most Wanted , Kennedy escreveu uma autobiografia intitulada Wannabe: A Hollywood Experiment . O livro narra sua vida em Hollywood enquanto ele tenta se tornar uma estrela. Dá um pano de fundo em sua vida e família e mergulha rapidamente em suas aventuras. Ele fala de coisas como as condições de vida de Kennedy nas favelas de Hollywood, seu carro dilapidado e seus problemas nos rins.[carece de fontes?]
Em 2007, ele apareceu em Criminal Minds como um serial killer satanista canibal. De 2008 a 2010, ele interpretou o professor de psicologia Eli James na série dramática Ghost Whisperer, junto com sua ex-namorada, a atriz Jennifer Love Hewitt.  De 2009 a 2013, ele participou da série de animação The Cleveland Show, interpretando o namorado de Roberta Tubbs.
Ele também participou da série de animação da Nicktoon Fanboy & Chum Chum como Kyle, um menino bruxo inseguro que abomina os  divertidos amigos Fanboy e Chum Chum, mas que secretamente anseia por sua amizade.

## Vida pessoal
Kennedy namorou sua co-estrela de Ghost Whisperer, Jennifer Love Hewitt, de março de 2009 a março de 2010.
Kennedy também atuou na campanha de turismo da Califórnia, tendo aparecido em vários comerciais com o governador Arnold Schwarzenegger.[carece de fontes?]

## Filmografia
| Ano           | Titulo                                      | Personagens                          | Notas                                                                   | Titulo no Brasil                         |
| ------------- | ------------------------------------------- | ------------------------------------ | ----------------------------------------------------------------------- | ---------------------------------------- |
| 1989          | Dead Poets Society                          | (não creditado)                      |                                                                         | Sociedade dos Poetas Mortos              |
| 1994          | VR Troopers                                 | Elmo                                 | Episodio: "Cybertron"                                                   | Troopers                                 |
| 1994          | California Dreams                           | Hiccup Guy Sea Kelp                  | Episódio: "Family Tree" Episodio: "Junior Achivement"                   |                                          |
| 1995          | Unhappily Ever After                        | Stoney / Pony Burger Attendant (voz) | 3 episódios                                                             |                                          |
| 1995          | Ellen                                       | Tad                                  | Episódio: "Hello, I Must Be Going" Episodio: "Do You Fear What I Fear?" |                                          |
| 1996          | Romeo + Juliet                              | Sampson                              |                                                                         | Romeu + Julieta                          |
| 1996          | Scream                                      | Randy Meeks                          |                                                                         | Pânico                                   |
| 1997          | Coax                                        | Jamie                                | curta-metragem                                                          |                                          |
| 1997          | Bongwater                                   | Tommy                                |                                                                         |                                          |
| 1997          | On the Edge of Innocence                    | Luke Canby                           | Filme para TV                                                           |                                          |
| 1997          | Clockwatchers                               | Eddie                                |                                                                         |                                          |
| 1997          | Perversions of Science                      | Spaceman John                        | Episódio: "Panic"                                                       |                                          |
| 1997          | Sparkler                                    | Trent                                |                                                                         |                                          |
| 1997          | Scream 2                                    | Randy Meeks                          |                                                                         | Pânico 2                                 |
| 1997          | As Good as It Gets                          | Street Hustler                       |                                                                         | Melhor É Impossível                      |
| 1998          | Stricken                                    | Banyon                               |                                                                         |                                          |
| 1998          | Starstruck                                  | George Gordon Flynn                  |                                                                         |                                          |
| 1998          | The Pass                                    | Deputado Jim Banks                   |                                                                         |                                          |
| 1998          | Soundman                                    | Frank's Assistant / Marty (voz)      |                                                                         |                                          |
| 1998          | Enemy of the State                          | Jamie                                |                                                                         |                                          |
| 1999          | Bowfinger                                   | Dave                                 |                                                                         | Os Picaretas                             |
| 1999          | The Debtors                                 |                                      |                                                                         |                                          |
| 1999          | Three Kings                                 | Walter Wogaman                       |                                                                         |                                          |
| 2000          | Road to Flin Flon                           | Brad                                 |                                                                         |                                          |
| 2000          | Stark Raving Mad                            | Doobs                                | Episódio: "My Bodyguard"                                                |                                          |
| 2000          | Boiler Room                                 | Adam                                 |                                                                         |                                          |
| 2000          | Scream 3                                    | Randy Meeks                          |                                                                         | Pânico 3                                 |
| 2000          | Bait                                        | Agente Blum                          |                                                                         |                                          |
| 2000          | The Specials                                | Amok                                 |                                                                         |                                          |
| 2001          | Slacker Cats                                | Buckley (voz)                        | Filme para TV                                                           |                                          |
| 2001          | Da Möb                                      | Rooster (voz)                        | TV                                                                      |                                          |
| 2001          | Dr. Dolittle 2                              | Bandido, o cachorro abandonado (voz) |                                                                         |                                          |
| 2001          | Jay and Silent Bob Strike Back              | Assistente de Produçao do Chacka     |                                                                         | O Império (do Besteirol) Contra-Ataca    |
| 2001          | Strange Frequency                           | Pete Derek                           | Episódio: "A Change Will Do You Good"                                   |                                          |
| 2001          | Max Keeble's Big Move                       | Sorveteiro Malvado                   |                                                                         | As Desventuras de Max Keeble             |
| 2001          | Pretty When You Cry                         | Albert Straka                        |                                                                         |                                          |
| 2002          | Bug                                         | Dwight                               |                                                                         |                                          |
| 2002          | Night Visions                               | Mark Stevens                         | Episódio: "Cargo"                                                       | Visões Noturnas                          |
| 2002-2004     | The Jamie Kennedy Experiment                | Apresentador                         | 61 episódios                                                            |                                          |
| 2003          | Malibu's Most Wanted                        | Brad 'Brad-G' Gluckman               |                                                                         | Sequestro em Malibu                      |
| 2003          | Sol Goode                                   | Justin Sax                           |                                                                         |                                          |
| 2003          | King of the Hill                            | Dr. Tim Rast (voz)                   | Episódio: "Queasy Rider"                                                | O Rei do Pedaço                          |
| 2004          | King of the Hill                            | Fudgie / Chefe de Policia (voz)      | Episódio: "Phish and Wildlife"                                          | O Rei do Pedaço                          |
| 2004          | Crank Yankers                               | Wally Palumbo (voz)                  | Episódio: "2.23"                                                        |                                          |
| 2004          | Harold & Kumar Go to White Castle           | Creepy Guy (não creditado)           |                                                                         | Madrugada Muito Louca                    |
| 2005          | Son of the Mask                             | Tim Avery                            |                                                                         | O Filho do Máskara                       |
| 2005          | Dinotopia: Quest for the Ruby Sunstone      | Spazz (voz)                          |                                                                         |                                          |
| 2005          | Living With Fran                            | Anunciante de TV                     | Episódio: "Who's the Parent?"                                           |                                          |
| 2006          | Farce of the Penguins                       | Jamie (voz)                          |                                                                         | A Farça dos Penguins                     |
| 2006          | Wild 'n out                                 | Ele Mesmo                            |                                                                         |                                          |
| 2006          | Mind of Mencia                              | Will Pillowbiter                     | Episódio: "Stereotype Olympics"                                         |                                          |
| 2007          | Me & Lee?                                   | Joel                                 | Filme para TV                                                           |                                          |
| 2007          | Kickin' It Old Skool                        | Justin Schumacher                    |                                                                         | Voltando para a Escola                   |
| 2007          | Living With Fran                            | Alan                                 | Episódio: "School Ties"                                                 |                                          |
| 2007          | Criminal Minds                              | Floyd Feylinn Ferell                 | Episódio: "Lucky"                                                       | Mentes Criminosas                        |
| 2007          | Larry the Cable Guy's Christmas Spectacular | Fantasma do Natal Passado            | Filme para TV                                                           |                                          |
| 2008          | Reaper                                      | Ryan Milner                          | Episódio: "Hungry for Fame"                                             |                                          |
| 2008          | Extreme Movie                               | Mateus                               |                                                                         |                                          |
| 2008-2010     | Ghost Whisperer                             | Eli James                            | 45 episódios                                                            | Entre Vidas                              |
| 2009          | Finding Bliss                               | Dick Harder                          |                                                                         | Amor em Êxtase                           |
| 2009          | Curious George 2: Follow That Monkey!       | 'Danno' Wolfe (voz)                  |                                                                         | George, o Curioso 2: Siga Aquele Macaco! |
| 2009-2011     | Fanboy and Chum Chum                        | Kyle / Fankylechum                   | 4 episódios                                                             | Fanboy & Chum Chum                       |
| 2009-presente | The Cleveland Show                          | Various (voz)                        |                                                                         |                                          |
|               |                                             |                                      |                                                                         |                                          |
| 2010          | Cafe                                        | Dealer                               |                                                                         |                                          |
| 2010          | Eureka                                      | Dr. Ramsey                           | Episódio: "The Story of O2"                                             |                                          |
| 2011          | Spring Break '83                            | Ballzack                             |                                                                         |                                          |
| 2012          | Bending the Rules                           | Theo Gold                            | Pós-produção                                                            |                                          |
| 2012          | Good Deeds                                  |                                      | Pós-produção                                                            |                                          |
| 2012          | Lost and Found in Armenia                   | Bill                                 | Pós-produção                                                            |                                          |
| 2014          | Tremors 5: Bloodlines                       | Travis                               | Pós-produção                                                            |                                          |
| 2017          | Tremors 6: A Cold Day in Hell               | Travis                               | Pós-produção                                                            |                                          |

## Discografia
- Blowin' Up (2006)